# Friedrich Aereboe
Friedrich Aereboe (Horn, ma Hamburg része, 1865. július 23. – Berlin, 1942. augusztus 2.) német mezőgazdasági közgazdász.

## Élete
Apja, Hans J. Aereboe a horni Rauhe Haus tanára volt. Családja költözése miatt a rigai városi gimnázium tanulója volt, gyakorlati gazdálkodást Livóniában, Schleswig-Holsteinben és az Oldenburgi Nagyhercegségben tanult. 1889 és 1892 közt a Jénai Egyetemen mezőgazdaságot hallgatott. 1889-ben tagja lett az Agronomia Jena-nak. Az Agraria Bonn-nak is tiszteletbeli tagja volt. Ebben az időben az ott tanító Theodor von der Goltztól kapott javaslatokat későbbi mezőgazdasági közgazdászi tevékenységére vonatkozóan. Mivel nem volt érettségije, nem tudott doktori vizsgát tenni Jénában. A Bázeli Egyetemre ment, itt doktorált 1894-ben. 
1895-től 1899-ig Aereboe a berlini Német Mezőgazdasági Társaság (Deutschen Landwirtschaftsgesellschaft) akkor alapított számviteli osztályának vezetője volt, majd öt éven át a lausitzi Pförten birtokot igazgatta. 
1904-ben a Breslaui Egyetem agrárgazdaságtan professzora lett. 1906-ban a Bonni Egyetem Poppelsdorfban (ma Bonn része) működő Mezőgazdasági Akadémiájára kapott meghívást. 1909-ben a berlini Mezőgazdasági Egyetem tanított, 1913-ban visszatért Breslauba (ma Wrocław, Lengyelország), 1919-ben a hohenheimi (ma Stuttgart része) Mezőgazdasági Egyetemen adott elő. 1922-ben visszatért Berlinbe, ahol egész nyugdíjazásáig, 1931-ig tanított. Berlin-Dahlemben, az Im Dol 27/29. szám alatti villáját a berlini Humboldt Egyetemre hagyta, amely 1934-ben vette át a Mezőgazdasági Egyetemet. 
A 20. század első három évtizedében Aereboe jelentősen befolyásolta a mezőgazdasági gazdálkodás fejlődését Németországban. Más irányzatokkal ellentétben a gazdaságot a mezőgazdasággal együtt szervesen összefüggő egésznek tekintette, ezért igyekezett a gazdasági elveket is beépíteni az agrárpolitikába. 
Számos publikációjával, mindenekelőtt többször megjelent Allgemeine landwirtschaftliche Betriebslehre című tankönyvével új mércét állított fel szakterülete elméletében és tartalmában. Az öt kötetből álló Handbuch der Landwirtschaft (1929-1931), amelyet Johannes Hansennel és Theodor Roemerrel közösen adott ki a század egyik legfontosabb agrártudományi munkájának számít. Egyetemi oktatói munkája mellett Aereboe számos nagy mezőgazdasági vállalatnak adott tanácsot, szakvéleményeket készített és sok előadást tartott.
Élete egy részét a vidéki oktatásnak szentelte. Mindig szoros kapcsolatban állt a mezőgazdasági gyakorlattal is. Írásaiban különösen szembetűnő a szoros kapcsolat a szántóföldi gazdálkodással és a növénytermesztéssel. Amikor Margarete von Wrangell mezőgazdasági vegyész 1920-ban olyan vizsgálati eredményeket közölt, amelyek szerint bizonyos típusú kultúrnövények is képesek lebontani a rosszul oldódó talajfoszfátokat, Aereboe kifejlesztette az "Aereboe-Wrangell műtrágyázási rendszert. A Tübingeni Egyetem, a Humboldt Egyetem és a bécsi Természeti Erőforrások és Alkalmazott Élettudományi Egyetem (Hochschule für Bodenkultur) díszdoktora volt. Griesheimben agrárgazdasági főiskolát neveztek el róla.

## Válogatott munkái
- Die Bewirtschaftung von Landgütern und Grundstücken. Ein Lehrbuch für Landwirte, Volkswirte, Verwaltungsbeamte und Studierende. (Allgemeine landwirtschaftliche Betriebslehre. Teil 1). Verlagsbuchhandlung Paul Parey Berlin 1917, 2. Aufl. 1917, 3. Aufl. 1918, 4. Aufl. 1919, 5. Aufl. 1920, 6. Aufl., 1923
- Die Erschließung des Erdballs durch die fortschreitende Vervollkommnung des Hilfsmittel des Landbaues(= Betriebswirtschaftliche Vorträge aus dem Gebiete der Landwirtschaft H. 4) Verlagsbuchhandlung Paul Parey Berlin, 1920
- Neue Düngerwirtschaft ohne Auslandsphosphate (= Betriebswirtschaftliche Vorträge aus dem Gebiete der Landwirtschaft H. 6) Verlagsbuchhandlung Paul Parey Berlin, 1922
- Der Einfluß des Krieges auf die landwirtschaftliche Produktion in Deutschland (= Wirtschafts- und Sozialgeschichte des Weltkrieges. Deutsche Serie), Stuttgart u. a., 1927
- Agrarpolitik. Verlagsbuchhandlung Paul Parey Berlin, 1928
- Wirtschaft und Kultur in den Vereinigten Staaten von Nordamerika. Verlagsbuchhandlung Paul Parey Berlin, 1930
- Kleine landwirtschaftliche Betriebslehre. Ein Lehrbuch für landwirtschaftliche Schulen und eine Einführung in die Betriebslehre für den praktischen Landwirt. Verlagsbuchhandlung Paul Parey Berlin 1932, 2. Aufl. neubearbeitet von Walther Pross ebd., 1953
- Handbuch der Landwirtschaft. In fünf Bänden herausgegeben von Friedrich Aereboe, Johannes Hansen und Theodor Roemer. Verlagsbuchhandlung Paul Parey Berlin, 1929/1930
- Jugendlust, Arbeitsfreuden und Arbeitskämpfe. Erinnerungen aus meinem Leben. Vervielf. Manuskript o. O. u. J.

## Fordítás
- Ez a szócikk részben vagy egészben  a   Friedrich Aereboe című német Wikipédia-szócikk ezen változatának fordításán alapul.  Az eredeti cikk szerkesztőit annak laptörténete sorolja fel. Ez a jelzés csupán a megfogalmazás eredetét és a szerzői jogokat jelzi, nem szolgál a cikkben szereplő információk forrásmegjelöléseként.